# Debate Bola
Debate Bola foi um programa apresentado inicialmente por Milton Neves, estilo mesa redonda esportivo, na RecordTV. A princípio, retornaria a grade da emissora (agora sendo exibido em rede) em 2022, com um novo formato e apresentação de Fred Ring.
O programa contava com assistentes de palco Daniela Freitas (2001-2003) e Renata Fan (julho 2003-2006) e Débora Vilalba (2007) que a partir de 2004 se tornou co-apresentadora, além dos comentaristas Cacá Rosset, Paulo Roberto Martins, Ricardo Capriotti, Juarez Soares, Neto, Osmar de Oliveira, Oscar Roberto Godói, Paulo Calçade, Fernando Fernandes, Nivaldo Prieto, Benjamin Back, Wanderley Nogueira, Oliveira Andrade, Dirceu Maravilha e José Eduardo Savóia e o locutor Claudinei Barbosa.

## História
O Debate Bola em sua primeira fase era exibido de segunda a sexta, do 12h15 às 13h, apenas para SP (além de uma reprise na Rede Família, sempre por volta de 19h). Entre junho e outubro de 2003 foi apresentado temporariamente por Luciano Faccioli, quando Milton, que já apresentava também o Terceiro Tempo e o Roleta Russa, foi convocado às pressas para cobrir o Cidade Alerta após a demissão de Datena até que outro jornalista fosse fixado. No final de 2006, Renata Fan deixou o programa e acertou com a Band. Em 2008, Milton também foi para a Band, assim como fizeram Osmar de Oliveira e Oscar Roberto Godói, que foram antes em 2007. Em 22 de fevereiro de 2008, já desgastada e praticamente sem pautas devido a perda no ano anterior do sublicenciamento dos torneios nacionais de Futebol junto a Rede Globo para a Band (ainda que o canal tivesse transmitido ligas européias e alguns estaduais), a atração saiu do ar, tendo sua duração ocupada por um bloco esportivo do matinal Hoje em Dia e pelo jornal local Balanço Geral.
Em dezembro de 2021, foi anunciado que o programa retornaria para a grade em 22 de janeiro de 2022 aos sábados das 10h30 ás 12h00 e com a apresentação de Fred Ring, como parte da cobertura da emissora no Campeonatos Paulista e Carioca, mas em 06 de janeiro, a RecordTV determinou que o programa não voltaria mais e terá o nome de Esporte Record, remetendo ao outro programa esportivo da emissora exibido na década de 2000.

## Marcas
- Enterro: A eliminação do Corinthians na Libertadores de 2003 deu origem aos caixões no estúdio para "enterrar" derrotados, com marcha fúnebre e velório ao símbolo de algum dos quatro grandes clubes paulistas. A ideia foi do diretor do programa, Mário Quaranta;[4]
- Apito Amigo: Milton Neves sempre brincou no ar dizendo que os árbitros eram os maiores craques da história do Corinthians, até que teve a ideia de confeccionar um apito gigante com o símbolo do clube, que sempre utilizada em lances polêmicos envolvendo o clube;[4]
- Choro: Cacá Rosset, ator e diretor profissional, produzia lágrimas cenográficas com cristal japonês para chorar no ar as derrotas do seu time, Corinthians;[2]
- Apelidos: Milton Neves apelidava os participantes, como Capriotti de girafa, o Benevides de coruja, Paulo Roberto Martins de morsa, entre outros;

## Polêmicas
Em maio de 2005, Milton Neves teria dito que Flávio La Selva, fundador da torcida organizada Gaviões da Fiel, teria morrido de Aids. A Record foi condenada a pagar uma indenização de R$ 30 mil à mãe do corintiano.
Em 2007, José Cyrillo Júnior, diretor administrativo do Palmeiras, insinuou que o jogador Richarlyson, na época no São Paulo, era homossexual. O jogador entrou com processo por danos morais no valor de R$ 300 mil. O cartola do clube alviverde entrou em acordo com os advogados do jogador e pagou dez cestas básicas a uma instituição de caridade.